# 田原市立田原東部小学校
田原市立田原東部小学校（たはらしりつ たはらとうぶしょうがっこう）は、愛知県田原市豊島町にある公立小学校。

## 概要
- 谷熊町、豊島町、相川町、御殿山、やぐま台が校区であり、公立中学校に進学する場合は田原市立東部中学校へ進学する [1]。

## 沿革
- 1873年（明治6年）
  - （時期不明）- 谷熊村に谷熊学校が開校。常林寺[注釈 1]を仮校舎とする。
  - 10月 - 豊島村に今田学校が開校。光福寺[注釈 2]を仮校舎とする。
- 1878年（明治11年）11月28日 -
  - 院内村と今田村が合併し、豊島村が発足。
  - 谷熊村、神吉新田、杉山村が合併し、杉谷村が発足。
- 1880年（明治13年） - 今田学校が校舎を新築し移転。豊島学校に改称する。
- 1882年（明治15年） -
  - 谷熊学校が校舎を新築し移転。
  - 杉谷村が杉山村と谷熊村に分立する。
- 1887年（明治20年）4月 - 豊島学校が豊島尋常小学校、谷熊学校が谷熊尋常小学校に改称する。
- 1889年（明治22年）10月1日 - 谷熊村、豊島村、六連村の一部が合併し、相川村が発足。
- 1903年（明治36年）4月 - 豊島尋常小学校と谷熊尋常小学校を統合し、相川尋常小学校となる。統合校舎未完成のため、旧来の校舎を使用する。
- 1905年（明治38年） - 現在地に統合校舎が完成する。
- 1906年（明治39年）7月16日 - 相川村、田原町、童浦村、大久保村が合併し、田原町となる。
- 1907年（明治40年）1月 - 田原東部尋常小学校に改称する。
- 1912年（明治45年）3月24日 - 新校舎が完成する。
- 1924年（大正13年） - 高等科を設置し、田原町東部尋常高等小学校に改称する。
- 1941年（昭和16年）4月1日 - 田原東部国民学校に改称する。
- 1947年（昭和22年）4月1日 - 田原町立田原東部小学校に改称する。
- 1970年（昭和45年）1月25日 - 新校舎（鉄筋コンクリート造）が完成する。
- 1972年（昭和47年） - プールが完成する。
- 1974年（昭和49年） - 屋内運動場が完成する。
- 1976年（昭和51年） - 校舎を増築する。
- 2003年（平成15年）8月20日 - 田原町が赤羽根町を編入し市制施行。田原市が発足。同時に田原市立田原東部小学校に改称する。

## 交通アクセス
- 豊橋鉄道渥美線豊島駅下車、徒歩約5分。

## 周辺施設
- 田原市立東部保育園
- 田原市交通公園
- 豊橋鉄道渥美線豊島駅